# Bugula purpurotincta
Bugula purpurotincta är en mossdjursart som beskrevs av Norman 1868. Bugula purpurotincta ingår i släktet Bugula och familjen Bugulidae. Arten är reproducerande i Sverige. Inga underarter finns listade i Catalogue of Life.